# Lennart Larsson (calciatore)
Lennart Larsson (Stoccolma, 9 luglio 1953) è un ex calciatore svedese.

## Palmarès

### Club

#### Competizioni nazionali
- Campionato svedese: 2

Halmstad: 1976, 1979

#### Competizioni internazionali
- Coppa Piano Karl Rappan: 2

Halmstad: 1976, 1980